# لورا سولاری
لورا سولاری (ایتالیایی: Laura Solari; ۵ ژانویهٔ ۱۹۱۳ – ۱۳ سپتامبر ۱۹۸۴) هنرپیشه اهل ایتالیا بود. وی بین سال‌های ۱۹۳۶ تا ۱۹۶۹ میلادی فعالیت می‌کرد. 
از فیلم‌هایی که وی در آن نقش داشته‌است، می‌توان به تعطیلات در رم، ملکه اسکالا و دون پاسکواله اشاره کرد.